# Urosigalphus confusor
Urosigalphus confusor är en stekelart som beskrevs av Gibson 1972. Urosigalphus confusor ingår i släktet Urosigalphus och familjen bracksteklar. Inga underarter finns listade i Catalogue of Life.